# Skempinligė
Skempinligė è il quinto album in studio del gruppo musicale lituano Skamp, pubblicato il 18 giugno 2001.
Il disco contiene il singolo You Got Style, vincitore di Nacionalinis finalas 2001 e rappresentante lituano all'Eurovision Song Contest 2001.

## Tracce
1. Superstar – 3:43 (testo: Erica Jennings, Vilius Alesius – musica: Victor Diawara)
2. Be tabu (Aukštyn rankas) – 4:42 (testo: Vilius Alesius – musica: Victor Diawara)
3. Saulėmanija – 4:16 (testo: Erica Jennings, Vilius Alesius – musica: Victor Diawara)
4. Padaryta dar viena – 4:57 (testo: Vilius Alesius – musica: Victor Diawara)
5. Bounce – 4:31 (testo: Erica Jennings – musica: Victor Diawara)
6. O jeigu... – 5:05 (testo: Vilius Alesius – musica: Victor Diawara, Gostorm)
7. You Got Style – 3:19 (testo: Erica Jennings, Victor Diawara, Vilius Alesius – musica: Victor Diawara)
8. Aš galiu – 4:39 (testo: Erica Jennings, Vilius Alesius – musica: Victor Diawara)
9. Make Me Hatcha – 4:53 (testo: Erica Jennings, Vilius Alesius – musica: Victor Diawara)
10. You Can Not F*?! with This – 4:30 (testo: Victor Diawara, Vilius Alesius – musica: Victor Diawara)
11. Ankata – 3:22 (testo: Gaoussou Diawara – musica: Victor Diawara)
12. Coming to Your Town (feat. Marijonas Mikutavičius) – 4:09 (testo: Erica Jennings – musica: Victor Diawara)
13. Spotlight (Don't Let Fame Replace Your Name) – 10:30 (testo: Erica Jennings – musica: Victor Diawara)
14. (...) – 0:56